# Sulimierz (Milicz)
Sulimierz [suˈlimjɛʂ] (deutsch: Neudorf-Sulau) ist ein Ort in der Stadt- und Landgemeinde Milicz im Powiat Milicki Woiwodschaft Niederschlesien in Polen.